# تأثیر اقتصادی اچ‌آی‌وی/ایدز

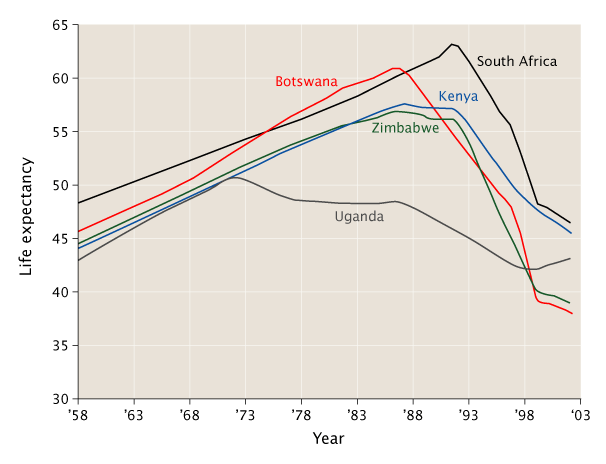
تغییر در میزان امید به زندگی در برخی از کشورهای آفریقایی که ضربه بزرگی دیده‌اند
بوتسوانا
زیمبابوه
کنیا
آفریقای جنوبی
اوگاندا

ایدز و HIV هم بر اقتصاد افراد و هم کشورها تاثیر می‌گذارد. تولید ناخالص داخلی بیشتر کشورهای تحت تاثیر به خاطر فقدان سرمایه انسانی کاهش یافته است.. بدون تغذیه، بهداشت و داروی مناسب، بسیاری از مردم به دلیل اثرات ناشی از ایدز جان خود را از دست خواهند داد. آنها نه تنها قادر به کار کردن نیستند، بلکه نیازمند مراقبت‌های پزشکی خاصی نیز هستند. براورد شده است که از سال ۲۰۰۷ تعداد ۱۲ میلیون کودک یتیم ایدز شده‌اند. بسیاری از آنها توسط پدربزرگ و مادربزرگ‌های پیر خود نگهداری می‌شوند.
از آنجا که غالباً جوانان مبتلا به ایدز می‌شوند، این بیماری جمعیت مشمول مالیات را کاهش می‌دهد، و در عوض منابع موجود برای هزینه‌های عمومی از قبیل اموزش و پرورش و خدمات بهداشتی که ارتباطی با ایدز ندارند کاهش می‌یابند و در نتیجه فشارها بر منابع مالی دولت افزایش یافته و رشد اقتصاد کاهش می‌یابد. این مسئله موجب کند شدن رشد پایه مالیاتی می‌شود، و اگر هزینه‌های عمومی برای درمان بیماران، آموزش افراد جدید (برای جایگزین کردن کارگران بیمار)، حقوق بیمار و مراقبت از کودکان یتیم شده به خاطر ایدز افزایش یابند، وضعیت بغرنج تر خواهد شد.
در سطح خانواده، ایدز هم بر پایین آمدن سطح درآمد تاثیر خواهد گذاشت و هم موجب افزایش هزینه‌های درمانی می‌شود. مطالعه‌ای در ساحل عاج نشان داده است هزینه‌های درمانی خانواده‌هایی که بیماران HIV/ایدز دارند، دو برابر سایر خانواده هاست. این هزینه‌های اضافی همچنین باعث می‌شود که برای اموزش و پرورش و سایر سرمایه گذاری‌های شخصی و خانوادگی هزینه‌های کمتری مصرف شود.